# Thysananthus
Thysananthus là một chi rêu trong họ Lejeuneaceae.